# Palmoliparis
Palmoliparis is een monotypisch geslacht van straalvinnige vissen uit de familie van slakdolven (Liparidae).

## Soort
- Palmoliparis beckeri Balushkin, 1996